# Jota Carinae
Aspidiske eller Jota Carinae (ι Carinae, förkortat Jota Car, ι Car) är en ensam stjärna belägen i den norra delen av stjärnbilden Kölen. Den har en skenbar magnitud på 2,21, är synlig för blotta ögat. Baserat på parallaxmätning inom Hipparcosuppdraget på ca 4,7 mas, beräknas den befinna sig på ett avstånd på ca 460 ljusår (ca 140 parsek) från solen. På grund av precession av jordens rotationsaxel, kommer den södra himmelspolen under de närmaste 7 500 åren att passera nära stjärnan och Upsilon Carinae och Jota Carinae blir sydpolstjärnorna runt år 8100.
Falska korset är en asterism som bildas av Jota Carinae, Delta Velorum, Kappa Velorum och Epsilon Carinae. Det kalla så eftersom det ibland förväxlas med södra korset, vilket orsakar fel i astronavigation.

## Nomenklatur
Jota Carinae har de traditionella namnen Aspidiske (inte att förväxla med Asmidiske, namnet på Xi Puppis), Scutulum och Turais (eller Tureis, ett namn som delas med Rho Puppis). Turais kommer från det arabiska turais, "sköld" (diminutiv), medan Aspidiske och Scutulum är de grekiska och latinska översättningarna, diminutiven av ασπίδα och scūtum, "sköld".
År 2016 anordnade International Astronomical Union en arbetsgrupp för stjärnnamn (WGSN) med uppgift att katalogisera och standardisera riktiga namn för enskilda stjärnor. WGSN fastställde namnet Aspidiske för Jota Carinae i juli 2016 och det ingår nu i IAU:s Catalog of Star Names. 

## Egenskaper
Jota Carinae är en blå till vit superjättestjärna av spektralklass A9 Ib . Den har en beräknad massa som är ca 7 gånger större än solens massa, en radie som är ca 43 gånger större än solens och utsänder från dess fotosfär ca 4 900 gånger mera energi än solen vid en effektiv temperatur av ca 7 500 K. Stjärnans luminositet verkar variera, vilket medför att dess skenbara magnitud ligger mellan 2,23 och 2,28.